# Fiodor Pahlen
Fiodor Pietrowicz Pahlen (ros. Фёдор Петрович Пален) (ur. 2 września 1780 w Mitawie, zm. 8 stycznia 1863 w Petersburgu) – rosyjski dyplomata.
Był najmłodszym synem Piotra Aleksiejewicza Pahlena, polityka i wojskowego.
Fiodor Pietrowicz Pahlen pracował na misjach dyplomatycznych Rosji w Szwecji, Francji w Wielkiej Brytanii. W latach 1809–1811 był ambasadorem Rosji w USA, na którym to stanowisku zastąpił szwagra Christopha von Medem.
W latach 1811–1815 był ambasadorem w Brazylii, a potem w latach 1815–1822 w Królestwie Bawarii. Odznaczony Orderem Świętego Aleksandra Newskiego, Orderem Świętego Włodzimierza I klasy, Orderem Świętej Anny I klasy i pruskim Orderem Świętego Jana Jerozolimskiego.
Starszym bratem Fiodora był generał Piotr Pahlen (1778-1864).